# Long Bridge
Long Bridge (fostă Ventilatorul) este o companie de imobiliare din România.
Ventilatorul București și-a schimbat denumirea, în anul 2006, în Long Bridge, precum și obiectul principal de activitate, de la producția de echipamente de ventilare și condiționare a aerului la activități imobiliare asupra bunurilor proprii sau închiriate.
Firma deține un centru de prezentare a produselor și serviciilor din domeniul construcțiilor, Sphera Building Center, amenajat într-o fostă hală de producție a societății Ventilatorul.
Compania a avut o cifră de afaceri de 1,6 milioane euro în primul semestru din 2005.
În martie 2008, compania și-a vândut portofoliul imobiliar (care includea și platforma Rocar) către fondul austriac de investiții Immoeast.
Noul proprietar urmează să construiască pe platforma Ventilatorul un proiect rezidențial numit Ventilatorul Park.